# 파즐롤라 자헤디

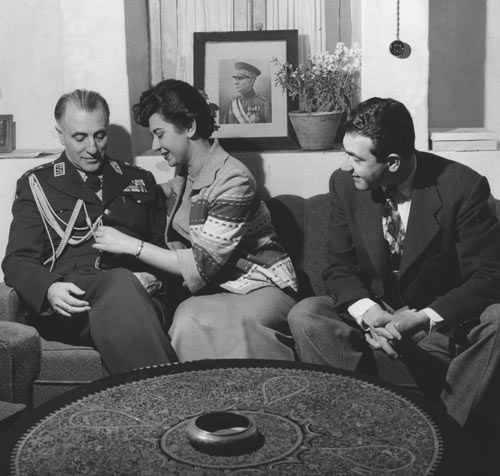
파즐롤라 자헤디

파즐롤라 자헤디(1892년 5월 18일 ~ 1963년 9월 2일)는 이란의 군인, 정치가이다. 모하마드 모사데그를 실각시킨 1953년 쿠데타에서 중요한 역할을 수행했다.

## 생애
하마단에서 지주의 아들로 태어났다. 페르시아 코사크 여단에서 복무하던 당시, 그의 상관 중 한 사람이 팔라비 왕조를 개창한 레자 칸이었다. 이 인연으로 팔라비 왕조가 성립되면서 1926년에 후제스탄 군정장관, 1932년 경찰 총수, 1941년 이스파한 방면 사령관이 되었다. 1941년 영국과 소련의 압력으로 레자 샤 팔라비 황제가 양위했을 때, 자헤디는 친독 인사로 지목되어 영국에 의해 종전 때까지 영국령 팔레스타인에 억류되었다.
전역한 이후 상원의원이 되었고, 호세인 알라 내각(1951년)에서 내무부장관이 되었고 모하마드 모사데그 내각에서도 유임되었다. 처음에는 모사데그의 국유화 정책을 지지했으나, 투데당 처리문제를 놓고 모사데그와 사이가 벌어졌다. 1953년 8월 15일 처음 시도된 1953년 쿠데타가 실패하면서 모하마드 레자 팔라비 황제는 로마로 망명하였다. 이 때 팔라비는 칙령을 통해 모사데그를 해임하고 자헤디를 총리로 임명했는데, 이란 의회만이 그런 조치를 취할 수 있다는 데서 헌법 위반이었다. 결과적으로 8월 19일의 두 번째 쿠데타가 성공하면서 모사데그는 가택연금되었고, 8월 22일에 팔라비는 귀국할 수 있었다.

## 같이 보기
- 영국-소련의 이란 침공